# Valget i Tanzania 1980
Valget i Tanzania 1980 blev afholdt den 26. oktober 1980. Tanzania var på det tidspunkt en etpartistat, med Chama cha Mapinduzi som det eneste lovlige parti efter at det fastlands baserede Tanganyika African National Union og Zanzibar-baserede Afro-Shirazi Party slog sig sammen i 1977. Begge partier havde tidligere været de eneste lovlige partier i hvert sit område. I valget til nationalforsamlingen var der to kandidater fra samme parti at vælge mellem i hvert af de 106 valgdistrikter, mens præsidentvalget i praksis var en folkeafstemning om CCM-leder Julius Nyereres kandidatur.
Valgdeltagelsen lå på 85,9 % af 6.969.803 registrerede stemmeberettigede til præsidentvalget, og 84,7 % til nationalforsamlingsvalget, til trods for at landets befolkning lå omkring 18 millioner da valget blev afholdt.

## Resultater

### Præsident
| Valg                    | Stemmer   | %    |
| ----------------------- | --------- | ---- |
| For                     | 5.570.883 | 99,5 |
| Mod                     | 258.040   | 4,5  |
| Ugyldige/blanke stemmer | 157.019   | –    |
| Totalt                  | 5.985.942 | 100  |

### Nationalforsamlingen
| Parti                   | Stemmer   | %   | Sæder |
| ----------------------- | --------- | --- | ----- |
| Chama cha Mapinduzi     | 5.417.099 | 100 | 264   |
| Ugyldige/blanke stemmer | 177.243   | –   | –     |
| Totalt                  | 5.594.342 | 100 | 264   |